# 马蒂吉里
马蒂吉里（Mathigiri），是印度泰米尔纳德邦Dharmapuri县的一个城镇。总人口8049（2001年）。

## 人口
该地2001年总人口8049人，其中男性4074人，女性3975人；0—6岁人口1091人，其中男538人，女553人；识字率70.52%，其中男性为76.14%，女性为64.75%。